# ニューヨーク23番通りで何が起こったか
『ニューヨーク23番通りで何が起こったか』 (英語: What Happened on Twenty-third Street, New York City) は、1901年のアメリカの短編映画である。鉄格子の上を歩く女性のスカートが熱風に持ち上げられる様子をコミカルかつエロティックに描いている。このこと自体は当時の映画としてそれほど珍しいものではないが、より映画固有の語りに近づき、観客の存在が意識されている点で注目に値する。

## 概要
このタイトルは今日の特定の通りを連想させるが、実際にはニューヨークのテンダーロイン地区の外れを示している。この地域は1870年ごろから商業的に栄えるとともに犯罪（特に売春）の巣窟となっており、さらに一見あてもなくたむろする男性が多いことでも知られていた。街角には強い風が吹く場所が何か所かあったため、彼らは女性のスカートが風で持ち上がることを期待して道をふらついていたのである（twenty-three skidoo〈出て行け〉という言葉は、警官が通りからそういった男たちを追い払ったことにちなむという説がある）。おそらく当時の人にとってこのタイトルは、かすかな興奮を呼び起こすものだった。
アメリカ議会図書館のウェブサイトでは、ローズマリー・ヘインズとブライアン・テイブスが1955年の映画『七年目の浮気』のマリリン・モンローが演じる象徴的な場面との比較を行っている。「『七年目の浮気』を以て、ふくらんだスカートの下で露わになるマリリン・モンローの太ももという偶像的イメージはアメリカの大衆文化の中に浸透した。図書館のモーション・ピクチャー及びテレビ・ラジオ番組のコレクションは、女性の役割と描写がこの100年間でどのように変化したのか、あるいはどれだけ変わらぬものが残されているのかを実証する機会を提供してくれる」。
トム・ガニングは、物語装置 (narrative device) としてこの2つのシーンを比較する異なった視座を与えている。「（『ニューヨーク23番通りで…』において）映し出された場面はそのままクライマックスと解決であり、連続性を持った出来事に発展するわけでもわかりやすい特徴を持つ登場人物を作り出すわけでもない。一方『七年目の浮気』でも同じようにマリリン・モンローのスカートが持ち上がり見せ場となる瞬間をもたらすが、こちらは同時にその後の物語行為 (narrative actions) を自然にする登場人の特徴を作り出す」。